# Kenneth Einar Himma
Kenneth Einar Himma (1957) es uno los principales[cita requerida] autores de Jurisprudencia y Filosofía de Estados Unidos.
Actualmente Profesor de Departamento de Filosofía de la Universidad de Seattle Pacific University (WA, Usa) desde el año 2004, y previamente trabajó con la Universidad de Washington. Nació en Seattle, Estudió en la Universidad de Illonis (B.A., 1985), UCLA (M.A., 1987) y Washington (J.D. 1990, Ph.D. 2001). Se dedica a la Filosofía del Derecho, Filosofía de la Información, Éticas de la Tecnología de la Información, Filosofía Social, Filosofía Política y Filosofía de la Religión.

## Contribuciones en Filosofía del Derecho
Es autor de Coercion and the Nature of Law (Oxford University Press, 2020), Morality and the Nature of Law (Oxford University Press, 2019) y The Nature of Authority (Cambridge University Press, próxima publicación en 2024). Forma parte de los consejos editoriales de Legal Theory, Law and Philosophy, Ratio Juris y Revus: A Journal for Constitutional Theory and Philosophy of Law. 

Recientemente, Himma sostuvo trató identificar el contenido de la regla de reconocimiento y el contenido de los criterios de validez en los Estados Unidos, tomando en cuenta una importante características de la práctica estadounidense dejada de lado en las discusiones sobre tales materias, de que la Suprema Corte tiene una autoridad definitiva para vincular a los funcionarios con decisiones equivocada que involucran el lenguaje putativamente moral de la Constitución. Sostengo que esta autoridad por parte de la Corte sugiere que el Sistema de los Estados Unidos directamente no incorpora normas morales como criterio de validez jurídicas. Si lo hiciera así, entonces la Corte no podría crear obligaciones jurídicas de obedecer pronunciamientos que malinterpreten el lenguaje moral que define los criterios de validez. Si una ley L es tratada como derecho porque fue declarada constitucional por la Corte incluso cuando es objetivamente inconsistente con alguna norma moral M, sostengo que, entonces, M no puede definir un criterio de validez. Aunque esto no muestra (y no intento mostrar) la imposibilidad de sistemas jurídicos incluyentes, muestra que son muy improbables y que los sistemas jurídicos en los cuales las cortes tengan la autoridad definitiva de vincular con errores morales serán mejor caracterizados de una forma que no incorpore criterios morales de validez jurídica –al menos no aquellas normas morales que sobre las cuales la corte tiene una autoridad final. Esta tesis motivó respuestas de Kent Greenwalt, Wilfrid Waluchow y Mitchell N. Berman